# Orphea in Love
Orphea in Love ist ein deutscher Kinofilm des Regisseurs Axel Ranisch aus dem Jahr 2022, der unter anderem im Herbst 2022 bei den Biberacher Filmfestspielen und den Internationalen Hofer Filmtagen gezeigt wurde. Kinostart in Deutschland war am 1. Juni 2023.
Der Opernfilm interpretiert den antiken Orpheus-Mythos mit vertauschten Rollen neu; Nele ist „Orphea“ und Kolya ihr „Eurydikos“. Axel Ranisch: „Ich wollte einfach meine Lieblingsmusik und das, was Oper für mich bedeutet, in eine andere Form gießen.“ Im Film gibt es Musik- und Tanzeinlagen aus vier Jahrhunderten Operngeschichte. Gemeinsam mit dem Bayerischen Staatsorchester, Sängerinnen und Sängern des Hauses sowie weiteren Gästen präsentiert der Film unter anderem Musik von Puccini, Verdi, Berlioz und Monteverdi.

## Handlung
Die junge Nele hat ein Gesangsstudium in Tallinn aus zunächst unklaren Gründen abgebrochen und lebt nun in München. Sie hält sich durch Jobben in einem Callcenter sowie in der Garderobe des Opernhauses über Wasser. Ihr Gesang, die Liebe zur klassischen Musik und ganz besonders zur Oper ermöglichen Nele die Flucht aus dem traurigen Alltag: Stressige Situationen münden in Opernarien, wobei sich die Realität und ihre Phantasie-Ebene immer wieder durchdringen.
Als sie auf den kleinkriminellen Straßentänzer Kolya trifft, verlieben sich beide sofort ineinander, obwohl er sie bestiehlt. Kolya findet im Tanz seine Bestimmung. Aus der Verschmelzung von ihrem Gesang und seinem Tanz entsteht etwas Besonderes. Doch ein dunkles Geheimnis in Neles Vergangenheit trübt ihre Liebe, noch kann sie sich ihm nicht ganz hingeben.
Der Musik-Manager Höllbach vertritt die große Operndiva Adina Nicoletta und lebt außerdem in einer Beziehung mit ihr. Als Adinas Stimme während einer Aufführung plötzlich versagt, wird Höllbach auf das außergewöhnliche Gesangstalent von Nele aufmerksam und bietet ihr seine Dienste an.
Doch als Kolya von Höllbach in einem Verkehrsunfall schwer verletzt wird, muss Nele in die Unterwelt hinabsteigen, wo Höllbach ihr anbietet, Kolyas Leben gegen ihre Stimme für Adina zu erkaufen. Sie unterschreibt sofort. Danach muss sie durch sieben Türen gehen, die sie mit ihrem dunklen Geheimnis konfrontieren: In Estland hat ihre Jugendliebe zu ihrer Enttäuschung eine andere geheiratet. Bei einer Feier wurde er ihr gegenüber wieder zudringlich, sie hat ihn weggestoßen und ungewollt in den Tod gestürzt. Von dieser Szene gelangt sie wieder zum Unfall, wo Kolya wiederbelebt werden konnte, doch dann passiert ihr derselbe Unfall wie zuvor Kolya.
Nele erwacht in ihrem WG-Zimmer und erfährt, dass sie in der Wohnung verunglückt ist. Inwieweit sie die Geschichte mit Kolya dabei nur phantasiert hat, bleibt offen. Doch sie hat nun keine Gesangsstimme mehr. Nach kurzer Suche findet sie Kolya wieder. Gemeinsam hören sie sich eine La-traviata-Aufführung an, die Adina mit Neles Stimme singt.

## Filmfestivals
- 2023:  Hauptpreis des Golden Prague Festivals[3]
- 2023: International Film Festival Rotterdam (IFFR)
- 2023: Filmkunstfest Mecklenburg-Vorpommern
- 2022: Biberacher Filmfestspiele
- 2022: Internationale Hofer Filmtage
- 2022: Nominierung für die Lüdia beim Kinofest Lünen